# Gabriel Soares de Souza
Gabriel Soares de Sousa (cca 1540,? Ribatejo, Portugalsko – 1592, Bahia, Brazílie) byl portugalský cestovatel a mořeplavec. Účastnil se expedice Francisca Barreta v Africe. V roce 1585 plul do Brazílie hledat bájné Eldorado. V roce 1591 vedl výpravu z Bahie k řece São Francisco a poté pěšky i na člunu prozkoumal tok této řeky, aniž by bájné Eldorado našel. K cenným patří jeho encyklopedie Tratado Descritivo do Brasil, která popisuje jeho cesty a popis divoce rostoucích a pěstovaných rostlin, popisuje kultury bavlny, léčivé vlastnosti tabáku a také domorodé kmeny. Encyklopedii publikoval v roce 1587.

## Dílo
- Tratado Descritivo do Brasil - Fundação Joaquim Nabuco, 2000.